# Zeeparkduinen
De Zeeparkduinen is een natuurgebied van ongeveer 10 ha, waar duinenhabitat zich kon herstellen op de verlaten camping Zeepark in De Panne. Het gebied is gelegen tussen de Noordzee en de Houtsaegerduinen. De Zeeparkduinen zijn het laatste onbebouwde restant zeereep tussen De Panne en Sint-Idesbald (Koksijde), van het ooit uitgestrekte duinengebied.

## Geschiedenis

### Camping Zeepark
Het gebied van de Zeeparkduinen maakt deel uit van het uitgestrekt duinengebied, dat tot de jaren 1950 reikte van de Kunstenaarslaan in De Panne tot de Professor Blanchardlaan in Koksijde. De duinen op deze locatie werden door het in 1976 goedgekeurd Gewestplan Veurne-Westkust bestemd als gebied voor verblijfsrecreatie omwille van de aanwezigheid van een camping die jarenlang door de bekende familie Houtsaeger werd uitgebaat. Omdat zich hier in 1993 een nog in gebruik zijnde, vergunde camping bevond, werden die duinen ook niet beschermd in het kader van het Duinendecreet, ook al voldeed het gebied aan de 4 criteria om opgenomen te worden. In 2015 verbleven kampeerders er voor het laatst.

### Planologische herbestemming en Europese natuurdoelen
In 2015 ontwierp schepen van ruimtelijke ordering Degrieck tijdens het mandaat van Ann Vanheste (sp.a/Vooruit) samen met de Hasseltse firma CreoSum een op maat gemaakt gemeentelijk ruimtelijk uitvoeringsplan (RUP) Zeepark dat voorzag in de bouw van 250 à 275 vakantieverblijven, 250 parkings, een hotel en een beachclub in de duinen. Dit gemeentelijk ruimtelijk uitvoeringsplan werd in de gemeenteraad van oktober 2016 goedgekeurd, waarna het perceel korte tijd later in 2017 verkocht werd aan het lokaal immobiliënbedrijf Seapark NV van Steve Degrieck.
Eind 2022 hebben verschillende verenigingen, waaronder Natuurpunt en de Strandwerkgroep, gepleit voor het behoud van het gebied en de vrijwaring van verkaveling en bebouwing. Ook negen academici van de Katholieke Universiteit Leuven, de Universiteit Gent, het Koninklijk Belgisch Instituut voor Natuurwetenschappen en de Universiteit Antwerpen riepen daartoe op. Tijdens de gemeenteraad van januari 2023, bevestigde burgemeester Bram Degrieck (CD&V/Plan-b) zijn voorkeur voor bebouwing door een projectontwikkelaar, binnen de grenzen opgelegd door het gemeentelijk ruimtelijk uitvoeringsplan (RUP), voor zover de Vlaamse Overheid de site niet zou opkopen. Op 13 januari 2023 engageerde minister Zuhal Demir zich echter om tot het uiterste te gaan om de Zeeparkduinen te vrijwaren van verkaveling.
De Vlaamse Regering besliste in februari 2024 op voorstel van minister Zuhal Demir om de locatie van de voormalige Camping Zeepark in De Panne te beschermen en dus geen ontwikkelingen meer toe te laten gelet op de belangrijke functie als kustverdediging en het behoud van de natuurwaarden. Een nieuw gewestelijk ruimtelijk uitvoeringsplan (GRUP) zal de camping definitief herbestemmen naar natuur. De startnota van het GRUP werd op 15 maart 2024 goedgekeurd.

## De natuur herwint het gebied

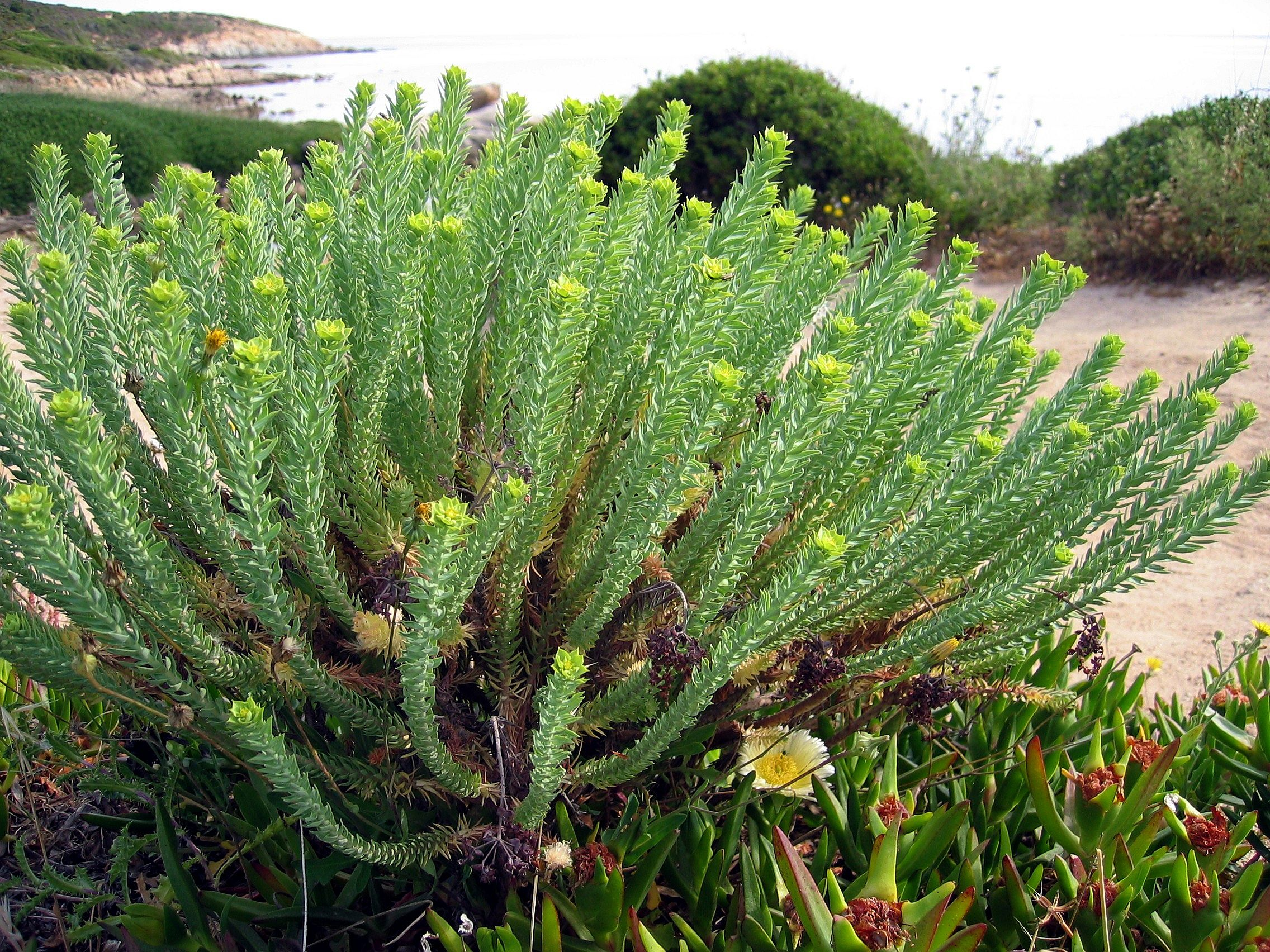
Zeewolfsmelk

Na de sluiting van de camping in 2016 heeft de natuur geleidelijk aan het terrein herwonnen. Door het aanwezige nulbeheer op het terrein ontstonden ecologisch waardevolle stuifduinen met typische duinplanten, zoals blauwe zeedistel, zeewinde, zeewolfsmelk, zeeraket en duindoorn. De spontaan ontwikkelende duinreep (embryonale duinen) biedt een kans voor habitatherstel voor diverse Europees beschermde en met uitsterven bedreigde planten- en diersoorten. Zo werden in gebied onder meer de terugkeer van de zeldzame rugstreeppad en kwetsbare heivlinder vastgesteld. Sinds enkele jaren worden enkele broedkoppels kuifleeuwerik waargenomen in het gebied.

### Restpopulatie kuifleeuwerik

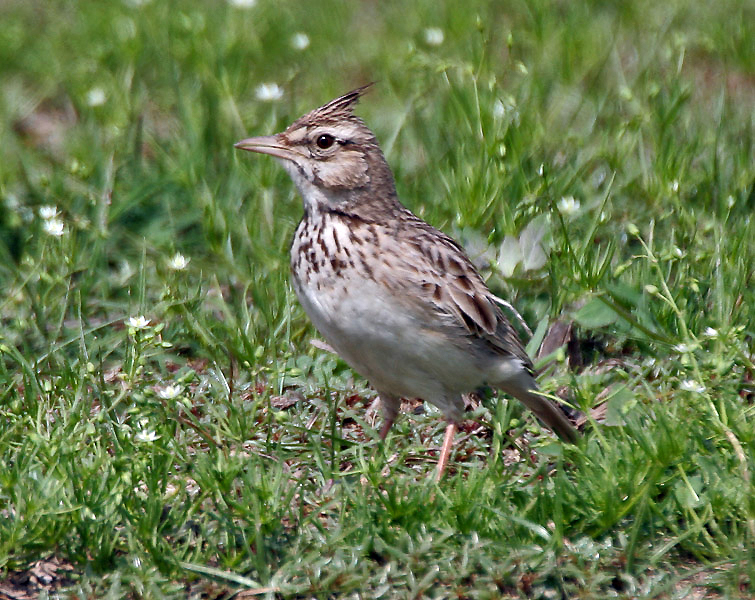
Kuifleeuwerik

Op de schaars begroeide open plekken van de spontaan herontwikkelende zeereep werden sinds de sluiting van de camping de sporadische aanwezigheid van enkele paartjes kuifleeuwerik vastgesteld, een ernstig bedreigde vogelsoort waarvan de Belgische kust nog slechts enkele broedpaartjes telt. Sinds enkele jaren kwamen enkele koppels er succesvol tot broeden en vormt het terrein een refugium van enkele van de laatste broedkoppels kuifleeuwerik aan de Belgische Westkust. Aan de Belgische Oostkust is de soort sinds 2009 verdwenen. In Nederland is deze soort sinds 2015 nagenoeg uitgestorven als broedvogel.